# Wyrostki nadczułkowe
Wyrostki nadczułkowe – wyrostki obecne po bokach głowy przedstawicieli podrzędu Ischnocera.
Wśród wyrostków nadczułkowych wyróżnia się dwa typy:
- Klawusy (clavi) – są to trójkątne, nieruchome uwypuklenia głowy[1].
- Trabekule (trabeculae) – mają postać ruchomych przydatków i zawsze współwystępują z klawusami[1].